# Phare de Battery Point
Le phare de Battery Point (ou phare de Crescent City) est un phare  privé situé sur un îlot proche de Crescent City, dans comté de Del Norte (État de la Californie), aux États-Unis. Il fut inactif entre 1965 et 1982.
Ce phare est géré par la Garde côtière américaine, et les phares de l'État de Californie sont entretenus par le District 11 de la Garde côtière.
Il est enregistré au California Historical Landmark et il est inscrit au Registre national des lieux historiques depuis le 15 septembre 1983.

## Histoire
Le phare de Battery Point fut l'un des premiers phares de la côte californienne. Les montagnes escarpées et les rivières non pontées signifiaient que les voyages côtiers étaient essentiels à la survie économique de cette région. En 1855, le Congrès alloue des fonds pour la construction d'un phare sur cet îlot minuscule, qui est relié à Battery Point par un isthme submersible et qui peut être traversé à pied, à marée basse.
Bien qu'il ne fut pas inclus dans le contrat de 1852 du United States Lighthouse Service, comme les huit premiers phares de la côte ouest, le phare de Battery Point fut effectivement mis en service dix jours avant le phare de Humboldt Harbor, le dernier des huit premiers à être opérationnel. La lentille de Fresnel du 4e ordre a été allumée en 1856. Le phare a été automatisé en 1953, et une lentille moderne de 14,8 pouces (375 mm) a remplacé la lentille de Fresnel. Theophilis Magruder fut le premier gardien de la station et Wayne Piland le dernier avant l'automatisation en 1953. Le séisme de 1964 en Alaska, tremblement de terre le plus fort jamais enregistré dans l'hémisphère nord, a provoqué un tsunami, le phare y a survécu. L'année suivante, une balise moderne a remplacé la lentille de Fresnel et une lumière clignotante, à l'extrémité du brise-lames à proximité, a servi d'aide à la navigation du port.

## Le phare et le musée de Battery Point
La Del Norte Historical Society exploite le phare et le musée de Battery Point. Le phare est ouvert au public uniquement lorsque la marée basse permet l'accès, tous les jours d'avril à septembre avec des visites entre 10h et 16h. D'Octobre à Mars, le phare est ouvert pour les visites le week-end, de 10h à 16h. Les visites au phare et à l'île de Battery Point ne sont possibles qu'à marée basse. Il est recommandé aux visiteurs de s'informer des horaires de marée avant la visite, car la mer monte très rapidement à cet endroit et le pont terrestre vers le phare peut disparaître rapidement. Le musée comprend les quartiers du gardien du phare avec leur mobilier d'époque ainsi que des objets des années 1850, des expositions d'artefacts maritimes, des photos et des documents historiques. Les visites comprennent une montée dans la tour d'éclairage.

## Description
En 1982, le phare a été allumé de nouveau, et répertorié comme une aide privée à la navigation.
C'est une maison-phare dont la tour, avec galerie et lanterne mesure 14 m de haut. Le feu émet, à une hauteur focale de 23 m, un éclat blanc toutes les 30 secondes. Sa portée est de 12 milles nautiques (environ 22 km).
Identifiant : ARLHS : USA-043 - Amirauté : G4417.5 - USCG : 6-0555.
|               |
| Battery Point |

|             |
| La lanterne |

|          |
| Le phare |

### Lien connexe
- Liste des phares de la Californie